# 米爾扎·穆罕默德·哈桑·侯賽尼·設拉子

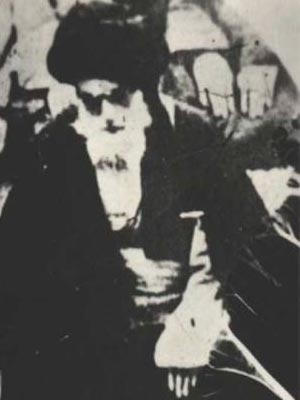

大阿亞圖拉米爾扎·穆罕默德·哈桑·侯賽尼·設拉子（波斯語：میرزای شیرازی、阿拉伯語：آية الله العظمى المیرزا سيد محمد حسن الشیرازي、英語：Mirza Mohammed Hassan Husseini Shirazi，約1814年－約1896年）是伊朗歷史裡著名的宗教人物。他在卡扎爾王朝發佈了一條教令，禁制吸食煙草，是為煙草抗議。
他與阿卜杜拉·穆薩維·設拉子（Abdullah Musawi Shirazi）及穆罕默德·侯賽尼·設拉子並不是同一個人。
他在1814年至1815年於設拉子出生，四歲開始學習，八歲時已完成初級教育。他在29歲時前往納傑夫參加謝赫穆爾塔達·安薩里的課。安薩里在1864至1865年逝世後，他繼承安薩里成為瑪爾扎逾30年。
穆罕默德·卡齊姆·亞茲迪（Mohammed Kazem Yazdi）、穆罕默德-卡齊姆·呼羅撒尼、米爾扎·穆罕默德·塔基·設拉子、謝赫法茲盧拉·努里（Sheikh Fazlollah Noori）及米爾扎·伊斯梅爾·設拉子都是他的學生。
他在薩邁拉逝世，享年82歲，遺體葬於伊瑪目阿里清真寺。弟子穆罕默德-卡齊姆·呼羅撒尼繼之成為瑪爾扎。